# Mõntu
Mõntu – wieś w Estonii, w prowincji Sarema, w gminie Torgu.